# Nawat Phumphotingam
Nawat Phumphotingam (tiếng Thái: ณวัชร์ พุ่มโพธิงาม, phiên âm: Na-vát Bum-bo-thi-ngam, sinh ngày 2 tháng 6 năm 1995) còn có nghệ danh là White (tiếng Thái: ไวท์, đọc là Vai), là một diễn viên người Thái Lan. Anh được biết đến với vai chính Phun trong MCOT's Love Sick: The Series (2014–2015).

## Tiểu sử và sự nghiệp

### Tiểu sử
White sing ngày 2 tháng 6 năm 1995 tại Băng Cốc, Thái Lan. White là con một trong gia đình, nhưng anh lại xuất thân từ một gia đình đông con và có tổng cộng 14 anh em họ. Một số anh em họ của White cũng tham gia và cống hiến cho ngành giải trí Thái Lan với tư cách là diễn viên, người mẫu và MC như Oat (Tharathon Phumphothingam) và Ice (Methakorn Supapuntaree). Anh còn xuất thân từ một gia đình làm thuốc nam truyền thống nổi tiếng. Ông nội của White đã thành lập doanh nghiệp dựa trên những kiến thức về thảo dược học của tổ tiên. Tất cả con trai trong gia đình anh đều theo học trường Cao đẳng Assumption, một trường Công giáo dành cho nam và là trường tư thục đắt nhất Thái Lan. Anh đã tốt nghiệp chuyên ngành Marketing tại Khoa Quản trị Kinh doanh của Đại học Bangkok.

### Sự nghiệp
Năm 2014, White gia nhập làng giải trí và anh ra mắt lần đầu tiên với tư cách là diễn viên với vai diễn chính trong loạt phim BL nổi tiếng Love Sick The Series (2014). Anh đã tham gia casting cho  "Love Sick The Series" trong một cuộc casting mở. Ban đầu, White đã lo lắng khi đảm nhận vai Phun. Một phần vì anh không muốn cắt tóc như tạo hình đạo diễn đưa ra, một phần vì anh lo mình sẽ không thể hiện tốt nhân vật Phun. Cuối cùng thì anh đã quyết định tham gia bộ phim vì sự yêu mến mà người hâm mộ dành cho chương trình.
Trước đây, White hoạt động dưới trướng GMMTV.Hợp đồng độc quyền giữa White với GMMTV đã hết hạn vào cuối năm 2023. Hiện nay, anh là diễn viên tự do.

## Đời tư
Vào ngày 7 tháng 7 năm 2019, White đã xuất gia báo hiếu cha mẹ tại chùa Wat Pariwat Ratchasongkhra.

## Điện ảnh

### Phim tuyền hình
| Năm  | Tên phim                                     | Vai    | Ghi chú   | Chú thích |
| ---- | -------------------------------------------- | ------ | --------- | --------- |
| 2014 | Love Sick The Series                         | Phun   | Vai chính |           |
| 2015 | Wifi Society: Gray Secret                    | Frame  | Vai chính |           |
| 2015 | Love Sick: The Series Season 2               | Phun   | Vai chính |           |
| 2016 | Senior Secret Love: My Lil Boy               | Pe     | Vai phụ   |           |
| 2016 | War of High School: The Series               | Rickey | Vai chính | [ 7 ]     |
| 2016 | Senior Secret Love: My Lil Boy 2             | Pe     | Khách mời |           |
| 2017 | U-Prince Series: Playful Comm Arts           | Kirun  | Vai chính | [ 8 ]     |
| 2017 | U-Prince the Series: Extroverted Humanist    | Kirun  | Vai phụ   |           |
| 2017 | U-Prince the Series: Single Lawyer           | Kirun  | Khách mời |           |
| 2017 | U-Prince the Series: Ambitious Boss          | Kirun  | Khách mời |           |
| 2017 | Water Boyy: The Series                       | Fah    | Vai chính |           |
| 2018 | Mint To Be                                   | Bo     | Vai phụ   |           |
| 2018 | Beauty Boy: The Series                       | Pipe   | Vai phụ   |           |
| 2019 | ReminderS                                    | Phun   | Vai chính |           |
| 2019 | Theory of Love                               | Two    | Vai phụ   | [ 9 ]     |
| 2020 | Girl Next Room: Midnight Fantasy             | Daosao | Vai phụ   |           |
| 2020 | Theory of Love: Special Episode "Stand By Me | Two    | Vai phụ   |           |
| 2021 | A Tale of Thousand Stars                     | Tul    | Vai phụ   |           |
| 2021 | The Player                                   | Fight  | Vai phụ   |           |
| 2022 | Cupid's Last Wish                            | Chanon | Vai phụ   |           |

### TV Show
| Năm  | Tên phim                                | Ghi chú                                          |
| ---- | --------------------------------------- | ------------------------------------------------ |
| 2015 | High School Reunion                     | Khách mời (Tập 66, 95)                           |
| 2016 | Let's Play Challenge                    | Khách mời (Tập 1, 19, 48)                        |
| 2017 | #TEAMGIRL                               | Khách mời                                        |
| 2018 | School Rangers                          | Khách mời (Tập 36-37) Host (Tập 54-nay)          |
| 2018 | Talk with Toey One Night                | Khách mời (Tập 4)                                |
| 2018 | Cougar on the Prowl Season 2            | Khách mời (Tập 9)                                |
| 2018 | TayNew Meal Date                        | Khách mời (Tập 9)                                |
| 2019 | Arm Share                               | Khách mời (Tập 2, 13, 21, 31-32, 55, 58, 63, 75) |
| 2019 | Off Gun Fun Night Season 2              | Khách mời (Tập 4)                                |
| 2019 | Be My Baby                              | Khách mời (Tập 1,6)                              |
| 2019 | PaiiGunPa                               | Thành viên chính                                 |
| 2020 | Love White Love Animal                  | Host                                             |
| 2020 | Play Zone                               | Khách mời (Tập 1)                                |
| 2020 | Friend Drive                            | Khách mời (Tập 12)                               |
| 2020 | TayNew Meal Date Special                | Khách mời (Tập 1)                                |
| 2020 | OffGun Mommy Taste                      | Khách mời (Tập 4)                                |
| 2021 | Come & Join Gun Special                 | Khách mời (Tập 2)                                |
| 2021 | Live At Lunch Season 2                  | Khách mời (Tập 18)                               |
| 2021 | Live At Lunch: Friend Lunch Friend Live | Khách mời (Tập 7)                                |
| 2022 | Safe House ss4                          | Thành viên chính                                 |